# Kelly Thoma
Kelly Thoma (griechisch Κέλυ Θωμά; * 1978 in Piräus) ist eine griechische Lyraspielerin.
Thoma studierte englische Literatur an der Universität Athen und besuchte die Rallou-Manou-Tanzschule. Ab 1995 studierte sie Griechische Lyra bei Ross Daly. Ab 1998 gehörte sie seinem Ensemble Labyrinth an, mit dem sie Tourneen durch Europa, Asien, Australien und die USA unternahm. Als Mitglied des Ensembles und bei Workshops arbeitete sie mit Musikern wie Omer Erdogdular, Derya Türkan, Zohar Fresco, Pedram Khavar Zamini, Dhruba Ghosh, Ballaké Sissoko, Erdal Erzincan, Mehmet Erenler, Yurdal Tokcan und Ustād Mohammad Rahim Khushnawaz zusammen. Sie beteiligte sich auch an weiteren Projekten Dalys, darunter dem Ross Daly Quartet und den Gruppen Seyir, Iris und White Dragon. Mit Anne Hytta, Eleonore Billy und Sigrun Eng bildet sie das Tokso Folk String Quartet. Sie veröffentlichte vier eigene Alben: Anamkhara (2009), 7fish (2014), Lunar (2017) und Ama kopasoun oi kairoi (2018).

## Weblink
- Homepage von Kelly Thoma